# Pablo Podestá (Buenos Aires)
Pablo Podestá es una localidad del noroeste del partido de Tres de Febrero, en la Zona Oeste del Gran Buenos Aires, provincia de Buenos Aires en Argentina; entre el "Camino de Cintura" y el río Reconquista. Pablo Podestá limita con Loma Hermosa, Martín Coronado y San Martín, entre otros.

## Toponimia
Debe su nombre en homenaje al actor Pablo Podestá.

## Historia

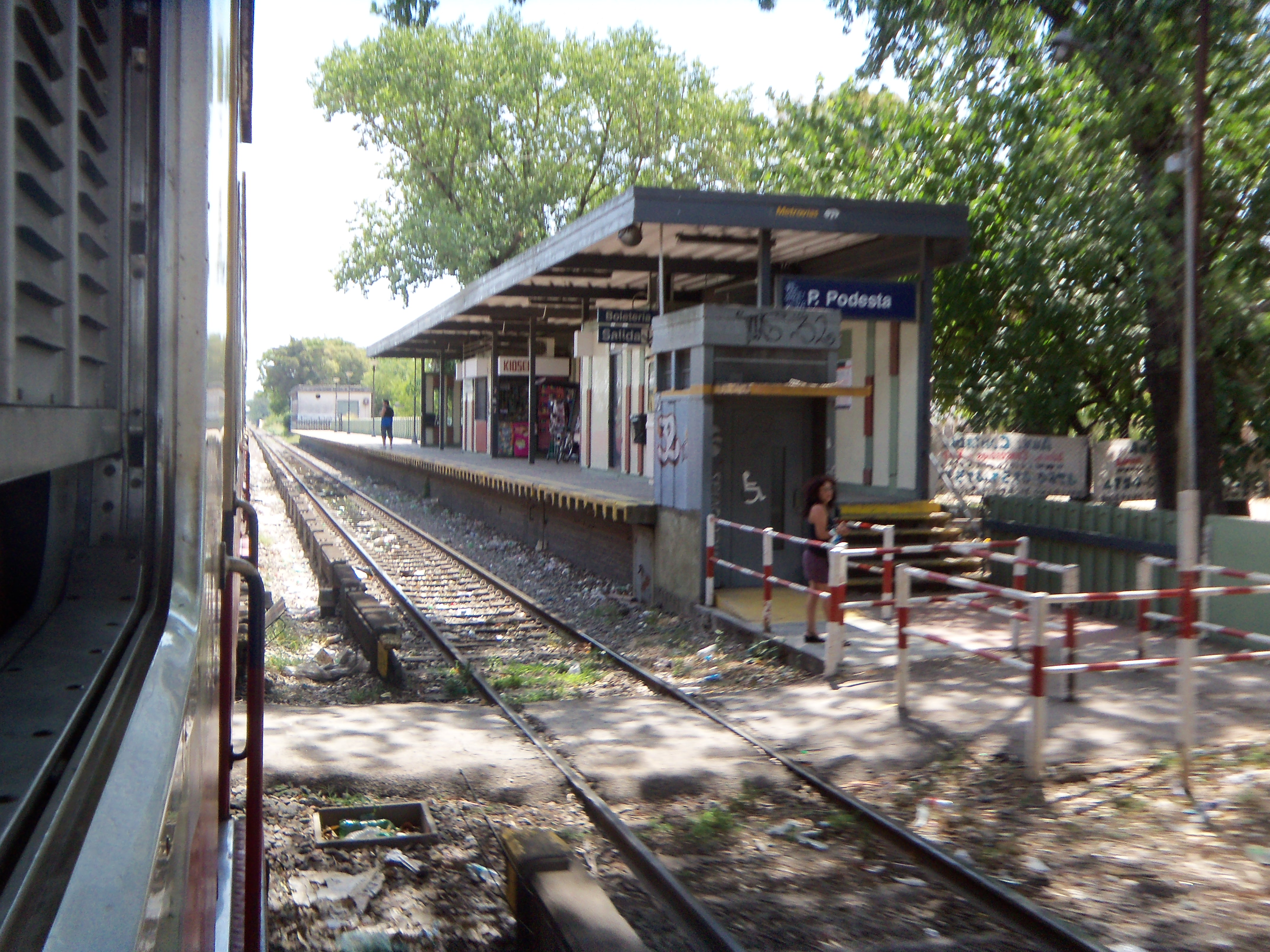
Estación Pablo Podestá del FFCC Urquiza.

Las localidades que están ubicadas entre el actual Camino de Cintura (Av. Márquez) y el Río de la Reconquista, tienen una trayectoria histórica similar y común por eso el relato conjunto.
Propietarios de estas tierras fueron hacia fines del siglo pasado el Dr. José M. Bosch (El Libertador y parte de Loma Hermosa), José F. Piaggio y Pablo Marengo (el resto de Loma Hermosa y Churruca), Mariana Beubner de Kratzenstein (Parte norte de Pablo Podestá, parte de remedios de Escalada y todo 11 de Septiembre) y Leonardo Pereyra (resto en la parte sur de P. Podestá y Remedios de Escalada).
La familia Bosch ocupa estas tierras en 1871; como consecuencia de la epidemia de fiebre amarilla que diezmó la población de Buenos Aires. fueron muchos los residentes de esta que decidieron trasladarse a lugares más despoblados a fin de evitar contraerse el mortal flagelo. Hacia la tercera década de este siglo eran propietarios de las tierras en cuestión los hermanos Rafael y Benito del Corazón de Jesús Bosch y Miguens. No existía la actual Ruta 8 cuya habilitación llegó en 1938; en tanto la actual Av. Márquez (Camino de Cintura) fue de tierra hasta 1937, año en que se dio inicio a su pavimentación
En 1937 la firma Inmobiliaria "Bravo, Barros y Cía" procedió a efectuar el primer loteo de la zona, adjudicándose solares-quintas con una superficie mínima de 5.000 m² por parcela. Este primer loteo comprenció el radio formado por las actuales calles Av. Márquez, Gabino Ezeiza, Ruta 8 y Triunvirato, paraje que se conocía por entonces como Ampliación Villa Bosch. Entre los primeros adquirentes podemos mencionar a José y Francisco Mazza, Juan y José Farina, la familia Pelliza, Bernardo Metzig, la familia Traverso, Aurelio Montanelli, Tito Calisti, Martín Peschel, José Morganti, Miguel Urquiza, Santos Chiesa, Miguel Cánepa, Francisco Maresca, Julio Bonfanti, José Natale, Rigoberto Blanco, Alberto Mora y Hérnan Boley. Este fraccionamiento permitió la radicación de los primeros vecinos. Para entonces la zona carecía de luz, teléfonos, escuelas, medios de transporte, etc.
La zona gracias a los dos tambos uno propiedad de don Pablo Razeto y otro conocido como "Chubero" de los hermanos Lartirigoyen continuó siendo un importante centro productor lechero y de hortalizas sirviendo para abastecer el consumo de Capital Federal y San Martín. El 22 de marzo de 1942, en el domicilio del Ingeniero Aurelio Montanelli ---Actual Av. Márquez y Santa Rita---, cuyo chalet aún se mantiene adquirido por la empresa Danager S.A. se reunió un grupo de vecinos a los efectos de constituir una Sociedad de Fomento y Cooperativa Policial, para bregar por el mejoramiento del lugar. Asistieron a la reunión los vecinos Boley propietarios de la quinta que actualmente ocupa el colegio Ntra. Sra. de Lourdes y titular del único teléfono que por entonces había en ese lugar, Tito Calisti, Montanelli, A. Cilander, Billy Sand, Carlos Perrando, Melecio Garcés, Santos Chiesa, F. Maresca, J. Morganti, J. Bonfanti, J. Natale, M. Peschel, Federico Devini, R.M. de Torres, Juan Mazza, A. Peschel, Pedro de la Role y Rigoberto Blanco; de una reunión surgió la primera Comisión Directiva, la que fue presidida por el Ing. Aurelio Montanelli, acompañándolo como secretaria la Sra. R.M. de Torres y como tesorero Martín Peschel.
En el predio que ocupa la Comisaría 5.ª tuvo su sede esta Institución, la que con el correr del tiempo se desdoblaría, pasando la Sociedad de Fomento a ocuparse de los quehaceres de la flamante comunidad, quedando la Cooperadora Policial encargada de velar por la seguridad y vigilancia de la zona. Paralelamente, comenzó a circular la primera línea de transporte, la N.º 7 actual 176. Así fue desapareciendo la población de casas-quintas, limitada al exterior por su cerco de ligustrinas, que lucían hermosos y cuidados parques con plantas y flores, para dar paso a los fraccionamientos en pequeños lotes destinados a viviendas permanentes y a la radicación de las primeras industrias.
El 8 de julio de 1945, en la esquina de Av. Márquez y San Guillermo se inauguró el edificio donde funcionaría el Destacamento Policial, siendo el primer representante de este organismo el agente Peralta, quien desde hacía dos años venía ejerciendo la vigilancia de la zona, mientras ocupaba con su flia la casa del quintero en la propiedad del Ing. Montanelli. La primera escuela primaria (actual Nº38) estaba en los terrenos donados por los Sres. Juan y José Farina, ubicados en la calle Río Salado y Mansilla. Por entonces los primeros comercios se incorporan al quehacer de la naciente villa. Diagramadas las primeras condiciones habitacionales las distintas localidades fueron creciendo en medio de problemas que los mismos pobladores debieron resolver. Esto llevó a la creación de Sociedades de Fomento para solucionar los problemas.
En la actualidad la situación económica de estas localidades es de medianos recursos. Muchos de sus habitantes trabajan en las empresas radicadas en la zona, las que se han desarrollado en modernas construcciones. En el año 1991 existía en la sumatoria de las 6 localidades 708 establecimientos industriales y 1843 comercios minoristas. Según el censo de ese año contaban con algo más de 65 000 pobladores.
El rápido desarrollo de la población hizo que los medios de transporte aumentarán su presencia en la zona; hoy circulan por estas localidades, aparte del F.C.Urquiza (est. Pablo Podestá) las siguientes líneas de colectivos: 169 (hasta Arbarellos y Constituyente Capital); 170 (hasta Chacarita); 176 (Gral. Pacheco-Villa Urquiza); la Atlántida Nº57 Palermo-Pilar-Luján-Mercedes) y por el camino de cintura el Expreso Transporte de Automotor La Plata S.A. (San Isidro-La Plata).
La cultura tiene su más antigua expresión en la biblioteca Gabriela Mistral, cuya sede se halla en Jonas Salk e Iguazú. Por último podemos mencionar que los vecinos por medio de las autoridades que los representan pidieron declarar ciudad al conjunto de estas Localidades. Esta petición cuenta con el apoyo del Honorable Consejo Deliberante de Tres de Febrero.
El 8 de septiembre de 2010 el grupo Walmart abre una sucursal de "Chango Mas" ubicada en Av. Presidente Perón 9150.

## Clima
El clima es pampeano. Presenta veranos cálidos-calurosos e inviernos frescos, precipitaciones suficientes y en algunas ocasiones fuertes generando inundaciones; y vientos predominantes del este y del noreste, como en el resto de la parte noreste de la provincia de Buenos Aires.
| Parámetros climáticos promedio de Pablo Podestá, BA | Parámetros climáticos promedio de Pablo Podestá, BA | Parámetros climáticos promedio de Pablo Podestá, BA | Parámetros climáticos promedio de Pablo Podestá, BA | Parámetros climáticos promedio de Pablo Podestá, BA | Parámetros climáticos promedio de Pablo Podestá, BA | Parámetros climáticos promedio de Pablo Podestá, BA | Parámetros climáticos promedio de Pablo Podestá, BA | Parámetros climáticos promedio de Pablo Podestá, BA | Parámetros climáticos promedio de Pablo Podestá, BA | Parámetros climáticos promedio de Pablo Podestá, BA | Parámetros climáticos promedio de Pablo Podestá, BA | Parámetros climáticos promedio de Pablo Podestá, BA | Parámetros climáticos promedio de Pablo Podestá, BA |
| Mes                                                 | Ene.                                                | Feb.                                                | Mar.                                                | Abr.                                                | May.                                                | Jun.                                                | Jul.                                                | Ago.                                                | Sep.                                                | Oct.                                                | Nov.                                                | Dic.                                                | Anual                                               |
| --------------------------------------------------- | --------------------------------------------------- | --------------------------------------------------- | --------------------------------------------------- | --------------------------------------------------- | --------------------------------------------------- | --------------------------------------------------- | --------------------------------------------------- | --------------------------------------------------- | --------------------------------------------------- | --------------------------------------------------- | --------------------------------------------------- | --------------------------------------------------- | --------------------------------------------------- |
| Temp. máx. abs. (°C)                                | 40.7                                                | 38.8                                                | 38.1                                                | 36.6                                                | 31.4                                                | 28.9                                                | 30.3                                                | 34.4                                                | 35.6                                                | 34.1                                                | 37.1                                                | 41.2                                                | 41.2                                                |
| Temp. máx. media (°C)                               | 29.2                                                | 28.4                                                | 24.9                                                | 20.7                                                | 18.0                                                | 14.3                                                | 12.0                                                | 15.1                                                | 17.5                                                | 21.7                                                | 24.5                                                | 28.5                                                | 21.2                                                |
| Temp. media (°C)                                    | 23.9                                                | 22.8                                                | 20.5                                                | 16.4                                                | 13.5                                                | 10.2                                                | 8.2                                                 | 10.7                                                | 13.4                                                | 16.9                                                | 19.8                                                | 23.5                                                | 16.7                                                |
| Temp. mín. media (°C)                               | 18.7                                                | 17.3                                                | 16.1                                                | 12.1                                                | 9.1                                                 | 6.2                                                 | 4.5                                                 | 6.4                                                 | 9.3                                                 | 12.1                                                | 15.2                                                | 18.5                                                | 12.1                                                |
| Temp. mín. abs. (°C)                                | 5.8                                                 | 4.2                                                 | 2.3                                                 | -2.5                                                | -4.1                                                | -5.6                                                | -5.4                                                | -4.4                                                | -2.3                                                | -1.8                                                | 2.4                                                 | 4.1                                                 | -5.6                                                |
| Precipitación total (mm)                            | 118.5                                               | 116.9                                               | 150.7                                               | 107.2                                               | 91.9                                                | 50.3                                                | 51.4                                                | 59.9                                                | 76.7                                                | 138.1                                               | 132.4                                               | 104.3                                               | 1198.3                                              |
| Días de precipitaciones (≥ )                        | 6                                                   | 8                                                   | 12                                                  | 10                                                  | 7                                                   | 7                                                   | 6                                                   | 7                                                   | 8                                                   | 9                                                   | 10                                                  | 6                                                   | 96                                                  |
| Horas de sol                                        | 270                                                 | 240                                                 | 190                                                 | 175                                                 | 170                                                 | 135                                                 | 140                                                 | 175                                                 | 180                                                 | 215                                                 | 255                                                 | 260                                                 | 2405                                                |
| Humedad relativa (%)                                | 65                                                  | 68                                                  | 71                                                  | 69                                                  | 75                                                  | 75                                                  | 70                                                  | 72                                                  | 79                                                  | 81                                                  | 73                                                  | 69                                                  | 72.3                                                |
| Fuente: Servicio Meteorológico Nacional             |                                                     |                                                     |                                                     |                                                     |                                                     |                                                     |                                                     |                                                     |                                                     |                                                     |                                                     |                                                     |                                                     |

### Nevadas
Durante los días 6, 7 y 8 de julio de 2007, se produjo la entrada de una masa de aire frío polar, como consecuencia de esto el lunes 9 de julio, la presencia simultánea de aire muy frío, tanto en los niveles medios de la atmósfera como en la superficie, dio lugar a la ocurrencia de precipitación en forma de aguanieve y nieve conocida como nevadas extraordinarias en la ciudad de Buenos Aires ya que esto ocurrió prácticamente en todo Buenos Aires y demás provincias. Fue la tercera vez en la que se tiene registro de una nevada en la localidad, las anteriores veces fueron en los años 1912 y 1918.

### Población
Contaba con 12,852 habitantes (Indec, 2001), siendo la novena población del partido.

## Parroquias de la Iglesia católica en Pablo Podestá
| Diócesis  | San Martín                    |
| --------- | ----------------------------- |
| Parroquia | Nuestra Señora de Castelmonte |

## Despliegue de lasFuerzas Armadas argentinasen Los Talas
| Unidades del Destacamento Militar Los Talas | Sigla |
| ------------------------------------------- | ----- |
| Destacamento Militar «Los Talas» (del RGC)  |       |